# Ortsfeste Navigationsfunkstelle
Eine ortsfeste Navigationsfunkstelle (kurz: OfNavFuSt, englisch radionavigation land station) ist gemäß Definition der VO Funk eine Funkstelle des Navigationsfunkdienstes, die nicht dazu bestimmt ist, während der Bewegung betrieben zu werden.
Die Funkausstrahlungen dieser Funkstellen sind sicherheitsrelevante oder safety-of-life-Aussendungen, sie sind zwingend vor Störungen zu schützen und wichtiger Bestandteil der Navigation. 
Zu dieser Kategorie zählen u. a. folgende Funkstellen:
- Ortsfeste Bodenausrüstung NDB, ILS, VOR, DME, VOR/DME, TACAN, VORTAC, RSBN, PRMG

## Auswahl ortsfester Navigationsfunkstellen

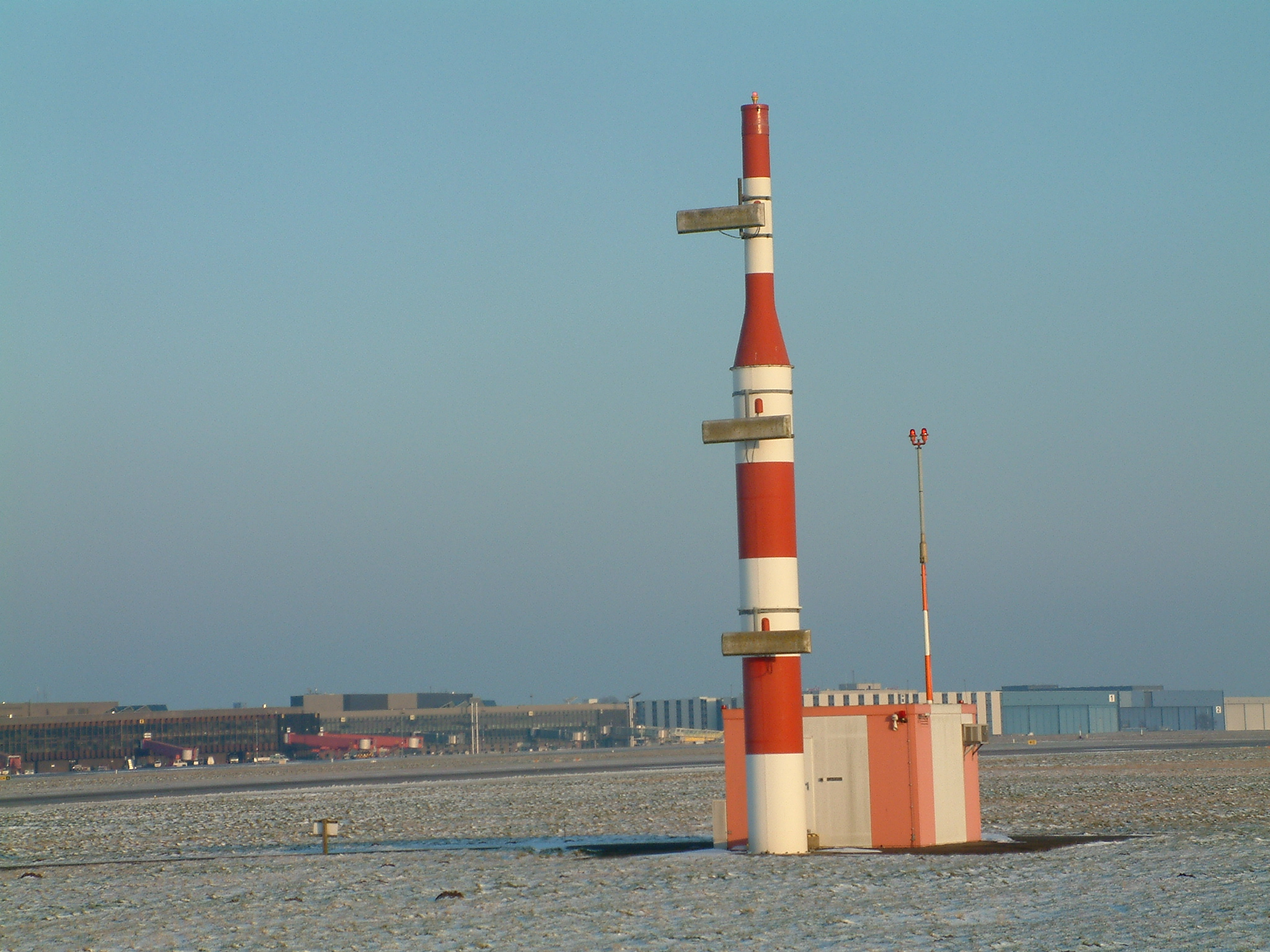
ILS Gleitwegsender
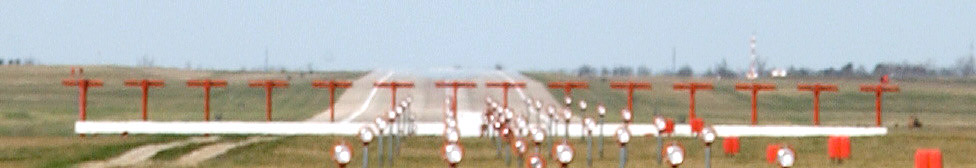
ILS Localizer
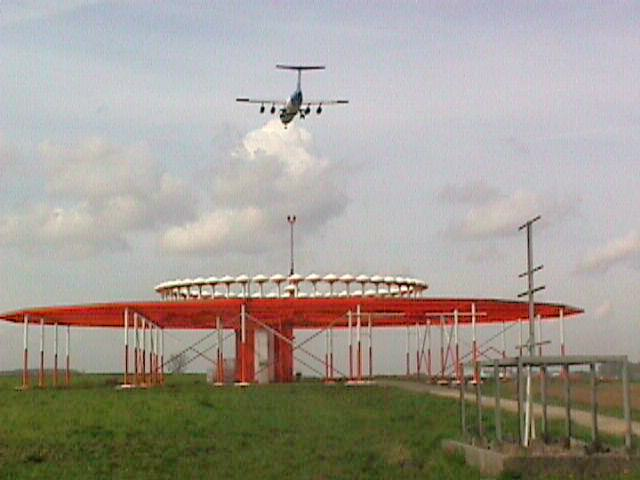
DME mit VOR
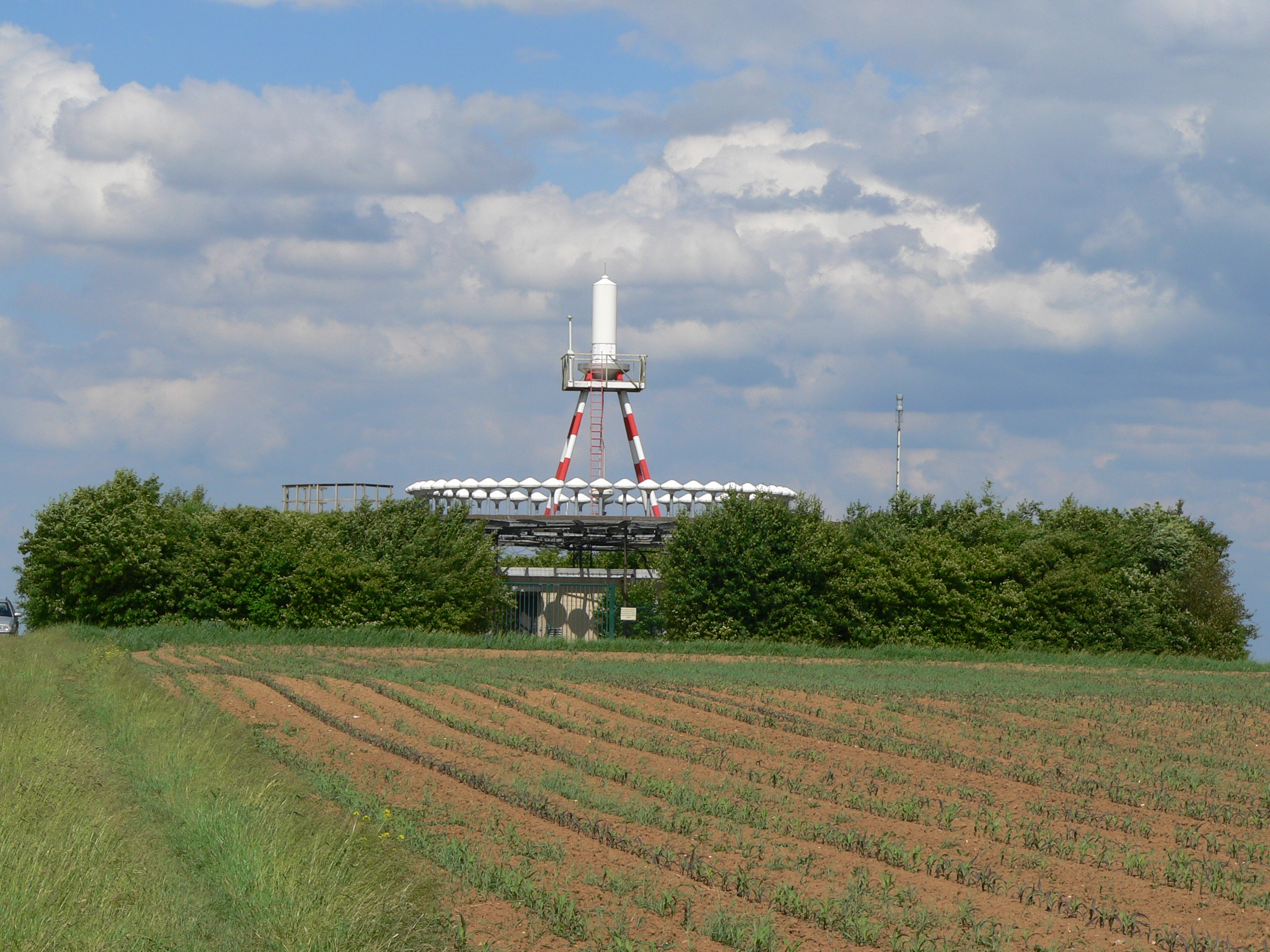
VORTAC